# UFC on ESPN: Makhachev vs. Moisés
UFC on ESPN: Makhachev vs. Moisés (también conocido como UFC on ESPN 26) fue un evento de artes marciales mixtas producido por Ultimate Fighting Championship que tuvo lugar el 17 de julio de 2021 en las instalaciones del UFC Apex en Enterprise, Nevada, parte del área metropolitana de Las Vegas, Estados Unidos.

## Antecedentes
Un combate de peso pluma entre el ex Campeón de Peso Pluma de la UFC Max Holloway y el ganador del peso pluma de The Ultimate Fighter: Latin America, Yair Rodríguez estaba programado como cabeza de cartel del evento. Sin embargo, Holloway fue retirado del combate debido a una lesión. Se espera que la pareja permanezca intacta y que el combate se reprograme para un futuro evento. Posteriormente, un combate de peso ligero entre Islam Makhachev y Thiago Moisés fue promovido para servir como el nuevo evento principal.
En este evento tuvo lugar un combate de peso gallo femenino entre la ex Campeona de Peso Gallo de UFC y Strikeforce, Miesha Tate, y Marion Reneau. Era el primer combate de Tate desde UFC 205, donde perdió ante la ex aspirante al título Raquel Pennington por decisión unánime y decidió retirarse después.
Se esperaba que Guram Kutateladze y Don Madge se enfrentaran en un combate de peso ligero en UFC Fight Night: Edwards vs. Muhammad cuatro meses antes, pero Kutateladze se retiró debido a una lesión de rodilla que requirió cirugía. Entonces se reprogramó para este evento. Sin embargo, el combate se canceló después de que Kutateladze se retirara una vez más del combate alegando una lesión y problemas de visa.
Un combate de peso pesado entre Rodrigo Nascimento y Alan Baudot se esperaba originalmente para tener lugar en UFC Fight Night: Font vs. Garbrandt. Sin embargo, se reprogramó para este evento después de que Baudot se lesionara.
Se esperaba que Herbert Burns y Billy Quarantillo se enfrentaran en un combate de peso pluma en este evento. Burns se retiró a principios de junio debido a un desgarro del ligamento cruzado anterior y fue sustituido por Gabriel Benítez.
El combate de peso mosca entre Ode' Osbourne y Amir Albazi estaba inicialmente vinculado al evento. Sin embargo, Albazi se retiró del combate a finales de junio alegando una lesión. A su vez, Osbourne fue retirado de la tarjeta y reprogramado para un evento futuro.
En el evento estaba previsto un combate de peso medio entre Phil Hawes y Deron Winn. Sin embargo, Winn se vio obligado a retirarse del evento citando una costilla separada y un cartílago roto. Se espera que el emparejamiento se mantenga intacto y se reprogramó para octubre en UFC Fight Night: Dern vs. Rodriguez.
Abubakar Nurmagomedov tenía previsto enfrentarse a Daniel Rodriguez en un combate de peso wélter. Sin embargo, Nurmagomedov se vio obligado a retirarse del evento alegando una lesión. En su lugar, Rodríguez se enfrentó al recién llegado a la promoción Preston Parsons.
El combate de peso gallo entre Miles Johns y Anderson dos Santos estaba programado para la tarjeta preliminar. Sin embargo, el combate fue eliminado apenas unas horas antes de celebrarse debido a problemas con el protocolo COVID-19 en el campamento de Dos Santos.

## Premios de bonificación
Los siguientes luchadores recibieron bonificaciones de $50000 dólares.
- Pelea de la Noche: Billy Quarantillo vs. Gabriel Benítez
- Actuación de la Noche: Miesha Tate, Rodolfo Vieira, Mateusz Gamrot, y Rodrigo Nascimento